# Enrique Mrak
Enrique Mrak (Montevideo, Uruguay, 10 de noviembre de 1950 - Ib., 20 de noviembre de 2014) fue un especialista en gestión cultural, periodista, actor, profesor universitario e investigador en temas de Historia del Siglo XX.

## Trayectoria
Egresado de la Escuela Multidisciplinaria de Arte Dramático Margarita Xirgu (EMAD), fue becado para continuar estudios en varias universidades estadounidenses. En la Universidad Xavier de Luisiana, el "California Institute of the Arts" en Valencia, California y en USIS Washington, en Estados Unidos, donde se especializó en Gestión Cultural.
A su regreso en 1972 proyectó, fundó y dirigió el Teatro Alianza y la Galería de Arte de la Alianza (Alianza Cultural Uruguay-EE. UU., Montevideo), donde programó, desarrolló, creó y gestionó más de 1800 programas diferentes comprendiendo obras teatrales, exposiciones de arte y diseño, recitales musicales, festivales de cine, proyectos televisivos y editoriales (Ediciones de la Alianza). Junto a quien fuera su maestra en la EMAD, Elena Zuasti, fundó allí el legendario Workshop de teatro del que surgieron nombres fundamentales del teatro uruguayo actual y que marcara una etapa de enorme creatividad y cambio en la escena teatral del país.
Como actor protagonizó Godspell, Cándido de Voltaire y  el estreno mundial de Pater Noster de Jacobo Langsner, entre muchas otras obras.
En 1984 abandonó el teatro para dedicarse exclusivamente al periodismo radial y televisivo. En 1990 fue el primer uruguayo seleccionado para integrar el International Professional Program (IPP) de CNN del que se graduó y al que continuó vinculado hasta 2005 como Instructor/Docente en la sede central de Atlanta. En septiembre de 1994 recibió el título de master por la Universidad Estatal de Bridgewater en Massachusetts.
Desde 1982 a 2004 integró el equipo periodístico de Radio Sarandí de Montevideo donde entre 1996 y 2004 dirigió y condujo el periodístico vespertino Sin Vergüenzas líder de audiencia en su horario.
Realizó documentales, programas especiales y trasmisiones en directo desde lugares tan dispares como Taiwán, Cuba, Hong Kong, Nueva York, San Francisco,  Grecia, Egipto, Río de Janeiro, Venecia, Florencia, Hawái, Londres y París. En su carrera periodística ha entrevistado a personalidades mundiales como Ted Turner, Jimmy Carter, Carlos Fuentes, Rigoberta Menchú, Mijail Gorbachov, Jacques Cousteau, Jane Fonda, Bono, Mario Vargas Llosa, José Ramos-Horta y Andrés Pastrana, así como a la casi totalidad de los integrantes de los ambientes culturales, sociales y políticos uruguayos.

### Academia
Fue profesor de Televisión de la Universidad Católica del Uruguay (UCUDAL) entre 1992 y 2003. Ha sido profesor freelance de periodismo y técnicas comunicacionales (Ministerio de Trabajo de Italia, 2002). 
En octubre de 2003 asumió como Director del Área de Actividades Académicas del Centro Cultural de España dependiente de la Embajada de España en Montevideo, cargo al que accedió por concurso de oposición y méritos.
En octubre de 2011 fue nombrado Director de Acción Cultural del mismo Centro, supervisando desde este puesto las que fueran antes las áreas: Académica, Pedagógica y de Programas especiales (afro, diversidad sexual, etc.)
En enero de 2005 fue invitado nuevamente por el Departamento de Estado de Estados Unidos, esta vez para una serie de reuniones informativas con los equipos directivos del Museo de Arte Moderno de Nueva York, la Biblioteca Pública de Nueva York y el Museo Metropolitano de Arte.
Desde 2005 fue becario del programa CULTURA/BA del Gobierno Autónomo de la Ciudad de Buenos Aires (Argentina) -por concurso de oposición y méritos- para la realización de trabajos de investigación histórica argentina reciente: Proyecto Eva Duarte de Perón.
Desde 2010 fue profesor invitado de la Facultad de Humanidades y Ciencias de la Educación (Universidad de la República) en el Departamento de Historia Contemporánea.

### Prensa y televisión
En marzo de 2005 fue convocado por la dirección de Búsqueda para integrarse como columnista de temas culturales al semanario de mayor tiraje de Montevideo, tarea que desarrolla hasta 2009. Desde 2009 hasta el presente, escribe artículos de investigación en la Revista Galería (de Búsqueda), fundamentalmente sobre personajes del pasado montevideano.
En julio de 2005 fue convocado por la Dirección de Tevé Ciudad (Montevideo) para conducir la producción original «OtrosMUNDOS», una serie de programas emitidos por ese canal que es producido durante cuatro temporadas y emitido luego hasta 2011, con entrevistas a uruguayos y uruguayas que han estado trabajando en lugares insólitos de todo el planeta. En febrero de 2006 el programa comenzó a emitirse por Televisión Nacional Uruguay hacia la totalidad del territorio uruguayo.
En noviembre de 2006 fue nuevamente convocado por Tevé Ciudad (Montevideo) para la conducción y producción (ésta junto a Melina Sícalos) de un nuevo programa original: «OtrosTIEMPOS» sobre historia uruguaya desde la Megafauna hasta 1939 que se emite desde mayo de 2007 por ese canal, por Multicanal y Televisión Nacional TNU a todo el Uruguay.
A partir de septiembre de 2013 publicó en un blog personal sus columnas aparecidas en el semanario Búsqueda entre 2005 y 2010 y nuevos artículos referidos a temas culturales y sociales.

## Premios
- 1976, recibió el "Mérito Oriental" a la Mejor Gestión Cultural del año por parte de la Asociación Cultural Oriental.
- 1992, recibió el Premio Tabaré del diario La República de Uruguay a mejor serie internacional de carácter cultural por "El Bolshoi en Roma", 3 programas que editó, guionó y presentó sobre las actuaciones del célebre grupo de ballet en Italia.

- 2001, ganó el Premio Iris a la figura del año en radio otorgado por el diario El País.
- 2001, recibió la "Orden del libro" por la difusión de libros y autores uruguayos por parte de la Cámara Uruguaya del Libro.
- septiembre de 2003, recibió el Premio Alas en dos categorías: Periodismo y Gestión Cultural otorgado por la Asociación Cultural INTER-ARTE con el patrocinio del Ministerio de Educación y Cultura del Uruguay y la Organización de Estados Americanos/ OEA.
- noviembre de 2003, se le otorgó el Premio Morosoli de Plata por su trayectoria en el Periodismo Radial por la Fundación Lolita Rubial (Minas, Lavalleja, Uruguay) con el Auspicio y respaldo de la Cátedra UNESCO en Comunicación de la Universidad Católica del Uruguay y la Asociación de Universidades Públicas del Mercosur.
- mayo de 2008, le fue otorgado el "Mérito Oriental" al Mejor Programa Cultural de Televisión 2007 en el Palacio Legislativo de Montevideo.

## Fuente
- Mrak, Enrique (2008). «Fuente». Consultado el 30 de julio de 2008.
- Nuevo diccionario de la cultura uruguaya, de Miguel Ángel Campodónico - Editorial Linardi y Risso 2003 ISBN 9974-559-31-6
- Diccionario de la cultura uruguaya, de Miguel Ángel Campodónico con la colaboración de Macarena Montañéz - Editorial Linardi y Risso 2007 ISBN 978-9974-675-00-1

- Datos: Q5833627